# Droit comorien
Le droit comorien est le droit appliqué aux Comores depuis l'indépendance de la France le 6 juillet 1975. Il s'inspire du droit coutumier, du droit musulman et du droit français.

## Sources du droit

### Constitution
L'article 8 de la Constitution dispose que le droit de l’Union prévaut sur le droit des îles constitutives de l’union des Comores.

### Traités et accords internationaux
Les traités ne prennent effet qu'après avoir été approuvé ou ratifié par l’adoption d'une loi. Le troisième alinéa de cet article dispose que « les traités ou accords régulièrement ratifiés ou approuvés ont dès leur publication une autorité supérieure à celle des lois de l'Union et des îles, sous réserve, pour chaque accord ou traité, de son application par l'autre partie ».
L'État comorien est membre de l'Organisation pour l'harmonisation en Afrique du droit des affaires, dont il a signé le traité initial du 17 octobre 1993 ainsi que le traité portant révision du traité du 17 août 2008.

## Organisation juridictionnelle
L'organisation juridictionnelle des Comores dépendait, jusqu'en 2005, de la loi du 23 septembre 1987 « fixant l’organisation judiciaire de la République fédérale islamique des Comores ainsi que les principes fondamentaux applicables aux litiges de droit privé » qui avait prévu l’établissement d'une Cour suprême, d'une Cour supérieure, d'une Cour d’appel, d'une Cour d’assises, des Tribunaux de première instance (TPI), des justices de paix et des tribunaux du travail. Depuis 2005, une nouvelle loi a modifié cette structure, supprimant la justice de paix.

### Tribunaux administratifs
Ils sont créés par l’article 33 de la loi organique du 20 décembre 2005 relative à l’organisation judiciaire dans l’union des Comores.

### Tribunaux de commerce
Ils sont créés par l’article 33 de la loi organique du 20 décembre 2005 relative à l’organisation judiciaire dans l’union des Comores.

### Tribunaux du travail
Il y a un tribunal du travail par île.

### Tribunaux de première instance
Le TPI siège en forme collégiale de trois membres au moins.  Le juge ne peut statuer seul qu'en cas d'impossibilité totale de réunir ce nombre.

#### Tribunaux pour mineurs
Ils sont créés par l’article 33 de la loi organique du 20 décembre 2005 relative à l’organisation judiciaire dans l’union des Comores.
La loi adoptée le 31 décembre 2005 relative à l’organisation transitoire des juridictions pour mineurs dispose en son article 4 que les tribunaux pour mineurs sont composés d’un juge des enfants (président) assisté de deux assesseurs choisis par le ministre de la Justice sur proposition du Procureur général « dans une liste de dix à quinze personnes parmi les citoyens comoriens de l’un et l’autre sexe, âgés de plus de trente ans et s’étant signalés par l’intérêt qu’ils portent aux questions de l’enfance et par leur compétence et leur honorabilité ».

### Cour d'assises
Il y a une Cour d'assises par Cour d'appel. Elle comprend six jurés et deux magistrats assesseurs. 

### Cour d'appel
L'article 5 de la loi organique du 20 décembre 2005 relative à l’organisation judiciaire dans l’union des Comores crée une Cour d'appel pour le chef-lieu de chaque île. Elle a juridiction pour prendre connaissance des appels formés contre les décisions des TPI, des Tribunaux de commerce, des tribunaux pour mineurs et des tribunaux administratifs et du Travail. 
L'article 7 de cette même loi autorise la Cour d'appel à prendre connaissance des appels formés contre les décisions des tribunaux musulmans, la chambre musulmane de la Cour d’appel est alors complétée par des assesseurs Cadis.

### Cour suprême
La plus haute cour des Comores en matière judiciaire, administrative et des comptes est la Cour suprême. Ses décisions ne sont susceptibles d'aucun recours et s'imposent à l’ensemble des organes de l’État.
La Cour suprême est divisée en trois sections : judiciaire, administrative et des comptes ; et peut se réunir selon quatre formations : sections, sections réunies, chambres, et chambres réunies.

### Cour constitutionnelle
La Cour constitutionnelle contrôle la constitutionnalité des lois.

## Sources

## Compléments